# ファミ通NetGames
『ファミ通NetGames』（ファミつうネットゲームズ）は、かつてエンターブレインから発行されていたオンラインゲーム専門の雑誌。『週刊ファミ通』の増刊として2002年4月に創刊されたが、2004年に休刊した。
現在は、『ログイン』増刊として2005年に創刊した『NETZONE』が事実上の後継誌となっている。